# Хуншань (Чифэн)
Хунша́нь (кит. упр. 红山, пиньинь Hóngshān) — район городского подчинения городского округа Чифэн, Внутренней Монголии, в Китае. Название района в переводе означает «Красная гора», то есть имеет тот же смысл, что и название всего городского округа («Алый пик»).

## История
При империи Цин эти места были подчинены Чэндэской управе (承德府), а в 1778 году здесь был образован уезд Чифэн (赤峰县). В 1903 году он был преобразован в Чифэнскую непосредственно управляемую область (赤峰直隶州).
Во времена Китайской республики эти места вошли в состав провинции Жэхэ. В 1930-х годах провинция была оккупирована японскими войсками и присоединена к марионеточному государству Маньчжоу-го. В 1940 году уезд Чифэн был преобразован властями Маньчжоу-го в хошун Оннюд-Юци (翁牛特右旗).
По окончании Второй мировой войны китайские власти вновь восстановили уезд Чифэн. В 1946 году из него был выделен уезд Чиси (赤西县), но в 1948 году он вновь вошёл в состав уезда Чифэн; при этом, однако, в отдельную административную единицу был выделен город Чифэн.
В декабре 1955 года провинция Жэхэ была расформирована властями КНР, и уезд Чифэн вошёл в состав аймака Джу-Уд (昭乌达盟) Автономного района Внутренняя Монголия. В 1958 году уездные структуры были ликвидированы, и вся территория бывшего уезда перешла под управление городской администрации, но в 1962 году уезд был восстановлен. В 1969 году город и уезд вместе с аймаком перешли в состав провинции Ляонин, а в 1979 году вернулись в состав Внутренней Монголии. 10 октября 1983 года решением Госсовета КНР аймак был преобразован в городской округ Чифэн, а бывший город Чифэн стал районом Хуншань в его составе.

## Административное деление
Район Хуншань делится на 11 уличных комитетов и 2 посёлка.